# Дар'я Варфоломєєв
Дар'я Варфоломеєв (нім. Darja Varfolomeev, рос. Варфоломеева Дарья Дмитриевна; нар. 4 листопада 2006, Барнаул) — німецька художня гімнастка російського походження, що виступає в індивідуальній першості. Чемпіонка Олімпійських ігор 2024 в Парижі. Абсолютна чемпіонка світу, багаторазова чемпіонка та призерка чемпіонатів світу та Європи.

## Біографія
Дар'я Варфоломєєва народилася в Барнаулі 4 листопада 2006 року в сім'ї Дмитра і Тетяни Варфоломєєвих. Дідусь по лінії матері — німець. У Дар'ї є старший брат Олександр. Мама спортсменки Тетяна раніше займалася художньою гімнастикою, отримала звання КМС. Нині сім'я проживає в Німеччині.

## Спортивна кар'єра
Тренується у срібної призерки Олімпійських ігор 2000 року в Сіднеї, Австралія, Юлії Раскіної.

### 2018
Переїхала до школи-інтернату у Фелльбаху без знання німецької мови.

### 2021
У віці 14 років брала участь в турнірі з художньої гімнастики на території анексованого Криму.

### 2022
На дебютному дорослому чемпіонаті Європи, який проходив в ізраїльському Тель-Авіві, виборола дві бронзові нагороди у вправі з м'ячем та булавами, здобувши вперше за 42 роки медаль для збірної Німеччини.

## Результати на турнірах
| Рік                | Змагання                      | Команда | АП |    |    |   |   |
| ------------------ | ----------------------------- | ------- | -- | -- | -- | - | - |
| Юніорські змагання |                               |         |    |    |    |   |   |
| 2019               | Чемпіонат світу серед юніорів | 15      |    |    |    |   |   |
| Дорослі змагання   |                               |         |    |    |    |   |   |
| 2022               | Кубок виклику. Памплона       |         | 4  |    | 1  | 4 | 1 |
| 2022               | Кубок виклику. Портіман       |         | 2  | 2  | 1  | 1 | 5 |
| 2022               | Кубок світу. Ташкент          |         | 3  | 3  | 2  | 4 | 2 |
| 2022               | Чемпіонат Європи              | 5       | 5  |    | 3  | 3 | 6 |
| 2022               | Чемпіонат світу               | 2       | 2  | 3  | 2  | 1 |   |
| 2023               | Кубок світу. Ташкент          |         | 4  | 6  | 19 | 2 | 2 |
| 2023               | Чемпіонат Європи              | 5       | 4  | 12 | 6  | 5 | 1 |
| 2023               | Чемпіонат світу               | 2       | 1  | 1  | 1  | 1 | 1 |
| 2024               | Гран-прі. Марбелья            |         | 3  | 1  |    | 6 | 7 |
| 2024               | Кубок світу. Баку             |         | 1  | 1  | 1  | 3 | 1 |
| 2024               | Кубок виклику. Портіман       |         | 1  | 1  | 7  | 1 | 1 |
| 2024               | Чемпіонат Європи              | 4       | 3  |    | 4  |   | 1 |
| 2024               | Кубок світу. Мілан            |         | 1  | 4  | 1  | 1 | 2 |
| 2024               | Кубок виклику. Клуж-Напока    |         | 2  | 4  | 1  | 1 | 8 |
| 2024               | Олімпійські ігри              |         | 1  |    |    |   |   |